# Communauté de communes du pays de Combray
La communauté de communes du Pays de Combray est une ancienne structure intercommunale française, située dans le département d'Eure-et-Loir et la région Centre-Val de Loire.
Elle fusionne en 2016 avec le pays Courvillois pour former la nouvelle Communauté de communes entre Beauce et Perche.

## Composition
Elle est composée de deux communes du canton de Brou et de quinze communes du canton d'Illiers-Combray (dans la composition des cantons avant 2015) :
| Nom                        | Code Insee | Gentilé          | Superficie (km2) | Population (dernière pop. légale) | Densité (hab./km2) |
| -------------------------- | ---------- | ---------------- | ---------------- | --------------------------------- | ------------------ |
| Illiers-Combray (siège)    | 28196      | Islériens        | 33,60            | 3 364 (2014)                      | 100                |
| Bailleau-le-Pin            | 28021      | Baillolais       | 16,54            | 1 569 (2014)                      | 95                 |
| Blandainville              | 28041      | Blandainvillains | 13,68            | 240 (2014)                        | 18                 |
| Cernay                     | 28067      |                  | 7,89             | 88 (2014)                         | 11                 |
| Charonville                | 28081      | Charonvillois    | 9,66             | 313 (2014)                        | 32                 |
| Les Châtelliers-Notre-Dame | 28091      | Castellariens    | 10,87            | 131 (2014)                        | 12                 |
| Épeautrolles               | 28139      | Speltérollitains | 9,31             | 188 (2014)                        | 20                 |
| Ermenonville-la-Grande     | 28141      |                  | 12,07            | 323 (2014)                        | 27                 |
| Ermenonville-la-Petite     | 28142      |                  | 5,12             | 179 (2014)                        | 35                 |
| Luplanté                   | 28222      | Luplantéens      | 16,65            | 391 (2014)                        | 23                 |
| Magny                      | 28225      | Magnycois        | 13,03            | 657 (2014)                        | 50                 |
| Marchéville                | 28234      | Marchévillois    | 12,38            | 518 (2014)                        | 42                 |
| Méréglise                  | 28242      | Méréglisiens     | 4,41             | 103 (2014)                        | 23                 |
| Saint-Avit-les-Guespières  | 28326      |                  | 12,64            | 386 (2014)                        | 31                 |
| Saint-Éman                 | 28336      | Émanois          | 4,60             | 110 (2014)                        | 24                 |
| Sandarville                | 28365      | Sandarvillois    | 9,51             | 401 (2014)                        | 42                 |
| Vieuvicq                   | 28409      | Vieuvicquois     | 15,62            | 473 (2014)                        | 30                 |

## Compétences
- Aménagement de l'espace
  - Aménagement rural (à titre facultatif)
  - Création et réalisation de zones d'aménagement concerté (ZAC) (à titre obligatoire)
  - Schéma de cohérence territoriale (SCOT) (à titre obligatoire)
- Développement et aménagement économique
  - Action de développement économique (Soutien des activités industrielles, commerciales ou de l'emploi, soutien des activités agricoles et forestières...) (à titre obligatoire)
  - Création, aménagement, entretien et gestion de zone d'activités industrielle, commerciale, tertiaire, artisanale ou touristique (à titre obligatoire)
  - Tourisme (à titre obligatoire)
- Développement et aménagement social et culturel -  Construction ou aménagement, entretien, gestion d'équipements ou d'établissements culturels, socioculturels, socioéducatifs, sportifs (à titre optionnel)
- Environnement
  - Assainissement non collectif (à titre facultatif)
  - Collecte et traitement des déchets des ménages et déchets assimilés (à titre optionnel)
- Voirie
  - Création, aménagement, entretien de la voirie (à titre optionnel)
  - Parcs de stationnement (à titre facultatif)

## Historique
- 14 novembre 2002 : arrêté de périmètre de la communauté de communes.
- 5 décembre 2002 : création de la communauté de communes.
- 18 janvier 2007 : adhésion de la commune de Luplanté.
- 1er mars 2012 : départ des communes de Chauffours et Ollé qui rejoignent Chartres Métropole.

## Identification
Identification SIREN 242852473

## Sources
- Le splaf - (Site sur la Population et les Limites Administratives de la France)
- La base aspic d'Eure-et-Loir - (Accès des Services Publics aux Informations sur les Collectivités)